# Юкка
Ю́кка (лат. Yúcca) — род древовидных вечнозелёных растений подсемейства Агавовые (Agavoideae) семейства Спаржевые (Asparagaceae). Ранее этот род включали в подсемейство Dracaenoideae семейства Лилейные (Liliaceae) либо в семейство Агавовые (Agavaceae).

## Исторические сведения

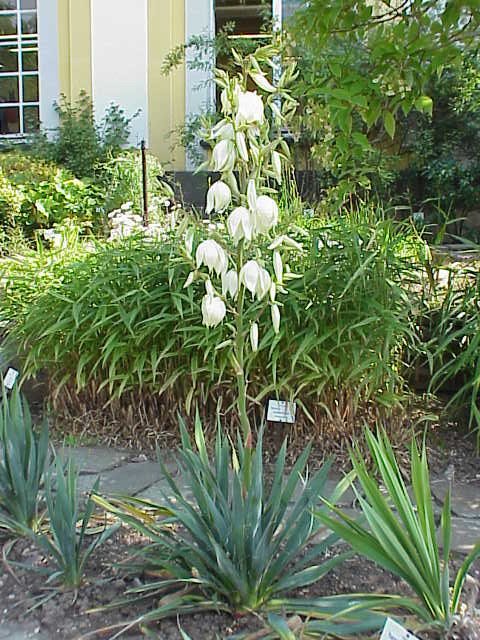
Yucca filamentosa

В русском языке очень распространена путаница из-за второго названия пищевого растения маниок — «Юка» (Yuca). Из-за этого упоминание Юки (маниока) в докладе конкистадора Гонсало Хименеса де Кесада «Краткое изложение завоевания Нового Королевства Гранада» (1539, изменено неизвестным автором в 1548—1549 годах) ошибочно считается первым упоминанием о юкке (Yucca):

Едой этих людей служит то же, что и в других частях Индий, потому что их главным пропитанием является маис [maíz] и юкка [yuca]. Кроме этого, у них есть 2 или 3 разновидности растений, из которых они извлекают большую пользу для своего пропитания, коими есть одни, похожие на трюфеля, называемые ионас [ionas], другие — похожи на репу, называемую кубиас [cubias], которые они бросают в свою стряпню, им оно служит важным продуктом.— Гонсало Хименес де Кесада. «Краткое изложение завоевания Нового Королевства Гранада».
И точно так же в 1553 году в книге «Хроника Перу» Педро Сьесы де Леона:

Долина очень ровная и всегда обильно засевается кукурузой и юккой [yucales], и есть в ней крупные фруктовые деревья, и много пальмовых рощ «пехибаес».— Сьеса де Леон, Педро. Хроника Перу. Часть Первая. Глава XXVIII

## Ботаническое описание

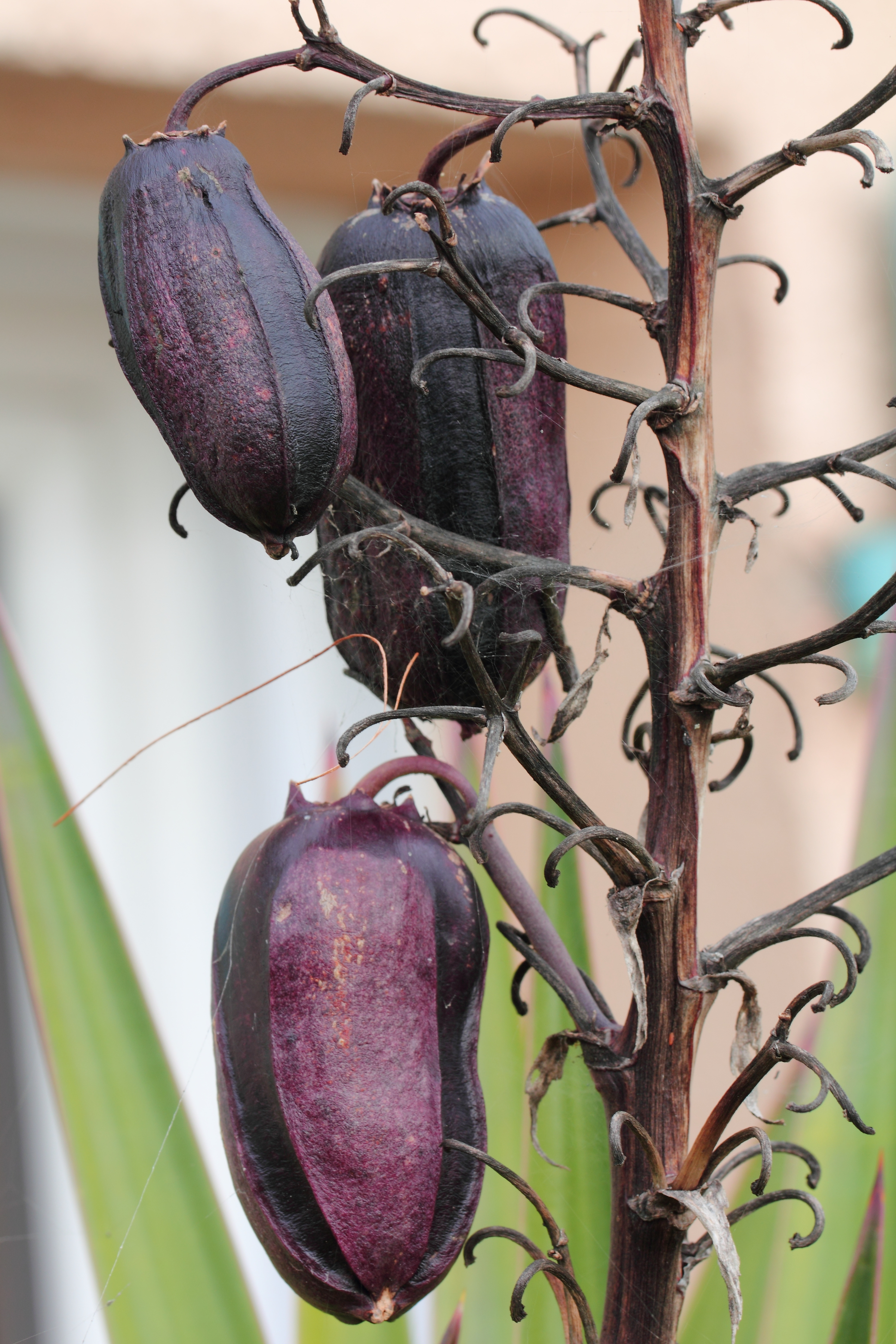
Плоды Yucca aloifolia.

Стебель деревянистый, иногда древовидно разветвлённый. В зависимости от вида, кустарники (чаще) и деревья.
Листья скучены на концах ствола или ветвей, линейно-ланцетные, остроконечные.
Цветки довольно крупные, колокольчатые, белые, повислые на коротких цветоножках, образуют многоцветковую метёлку. Листочки околоцветника (их 6) свободные или несколько соединённые у основания. Тычинки короче околоцветника. Завязь с многочисленными семяпочками. Столбик короткий, с 3 лопастями рыльца.
Плод — коробочка или мясистая ягода.

## Распространение и экология
Около 20 видов в южных Соединённых Штатах, Мексике и Центральной Америке. Многие виды разводятся, выдерживая на юге Европы зиму под открытым небом. В России можно встретить на Черноморском побережье Кавказа, также растёт в Абхазии и на южном берегу Крыма.

## Значение и применение

Юкка в цветочном горшке

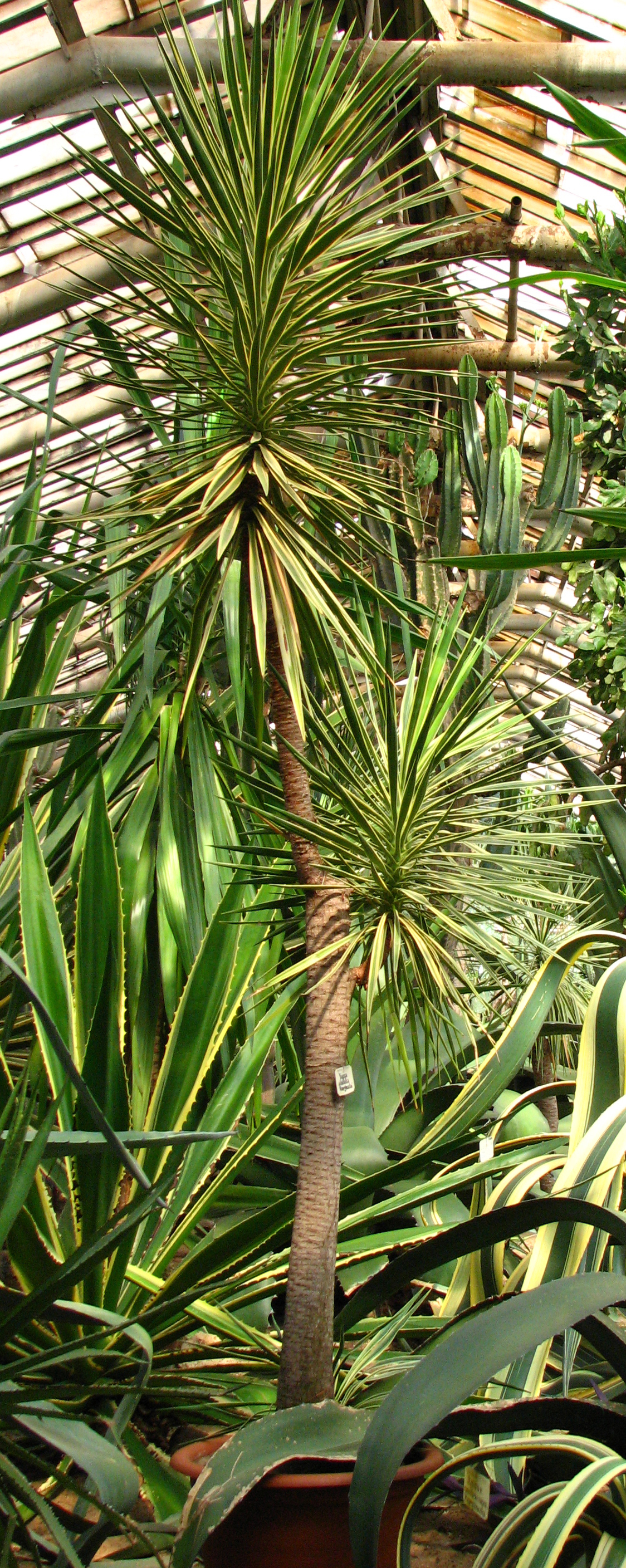
Юкка алоэлистная в Санкт-Петербургском ботаническом саду

Юкка широко используется как декоративное растение, как в домах и придомовых садах, так и в садово-парковой рассадке, особенно в США и на американском континенте вообще. Некоторые виды также красиво цветут, например, юкку нитчатую в США называют «призрачной лилией» (англ. ghost lily), поскольку ночью её яркие белые цветки как будто сияют в темноте. Юкку в качестве комнатного растения выращивают и в России в напольных горшках, однако за ней необходим определённых уход в условиях российского холодного климата.

### Лёгкая промышленность
В США волокна юкки нитчатой по сей день добавляют к хлопку при производстве джинсов — это повышает устойчивость джинсов к износу. Также волокна юкки нитчатой используют при производстве канатных верёвок и бумаги.

### Пищевые цепи
Опыление цветков юкки, в частности, юкки нитчатой (Yucca filamentosa), совершается самками небольших ночных бабочек Tegeticula yuccasella. Цветы открываются ночью, и на их аромат слетаются самки бабочек, которые при помощи крупных щупиков максилл собирают липкую пыльцу растения. Перелетев на другой цветок, насекомое откладывает в завязь яйца и затем помещает комочек пыльцы в углубление рыльца, производя таким образом опыление. Гусеницы питаются молодыми семенами, но съедают лишь часть семян, тогда как остальные семена вызревают. Симбиозом юкки и Tegeticula yuccasella объясняется то обстоятельство, что в европейских садах, где данный вид бабочек не встречается, юкка почти никогда не приносит плодов.

## Медицинское применение
Листья растений рода Юкка содержат стероидные сапонины, агликоны которых могут использоваться для синтеза гормональных препаратов.

## Систематика
В роде выделяют три секции: Chaenocarpa, Clistocarpa, Yucca.
Список видов по данным сайта Germplasm Resources Information Network (GRIN):
sect. Yucca
- Yucca aloifolia L. — Юкка алоэлистная, плод — ягода
- Yucca baccata Torr. — Юкка ягодная, или Юкка ягодоносная
- Yucca filifera Chabaud — Юкка нитеносная
- Yucca gloriosa L. — Юкка славная, плод не раскрывающийся, сухой, губчатый, но не мясистый
- Yucca gigantea Lem. — Юкка гигантская [syn.  Yucca elephantipes Regel ex Trel. — Юкка слоновая] [syn.  Yucca guatemalensis Baker — Юкка гватемальская]
- Yucca madrensis Gentry
- Yucca periculosa Baker
- Yucca schidigera Roezl ex Ortgies — Юкка Шидигера
- Yucca schottii Engelm.
- Yucca torreyi Shafer
- Yucca treculeana Carrière — Юкка треккулианская

sect. Chaenocarpa
- Yucca angustissima Engelm. ex Trel.
- Yucca arkansana Trel. — Юкка арканзасская
- Yucca baileyi Wooton ex Standl. — Юкка Бэйли
- Yucca campestris McKelvey
- Yucca cernua E.L.Keith
- Yucca constricta Buckley
- Yucca elata Engelm. — Юкка высокая
- Yucca faxoniana Sarg.
- Yucca filamentosa L. — Юкка нитчатая, плод — коробочка
- Yucca flaccida Haw.
- Yucca glauca Nutt. — Юкка сизая
- Yucca harrimaniae Trel.
- Yucca neomexicana Wooton ex Standl.
- Yucca reverchonii Trel.
- Yucca rupicola Scheele
- Yucca thompsoniana Trel.
- Yucca utahensis McKelvey

sect. Clistocarpa
- Yucca brevifolia Engelm. — Юкка коротколистная, или Дерево Джошуа, или Дерево Иисуса Навина

## Галерея

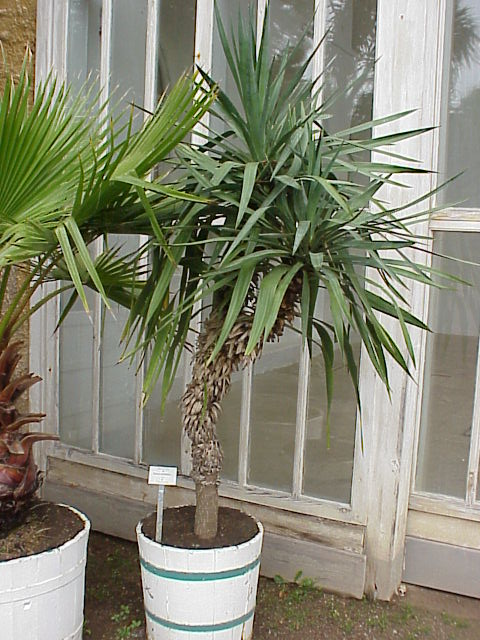
Yucca aloifolia
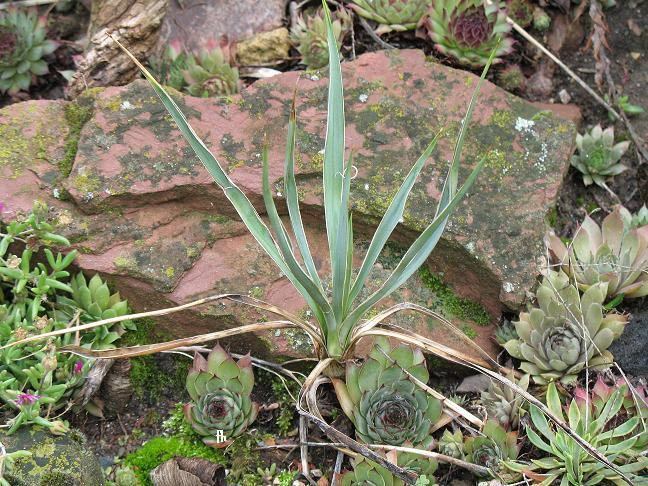
Yucca angustissima var. avia
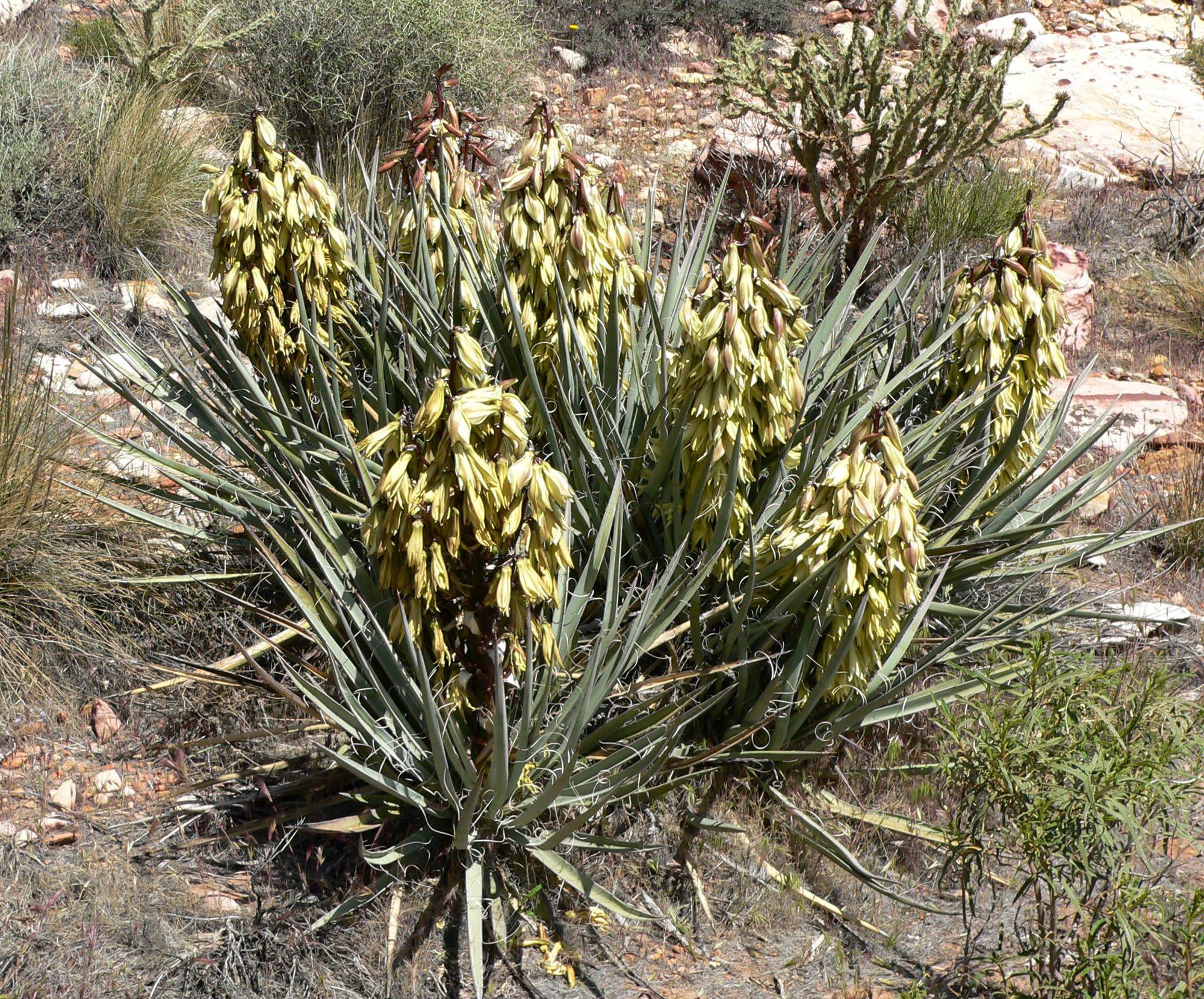
Yucca baccata
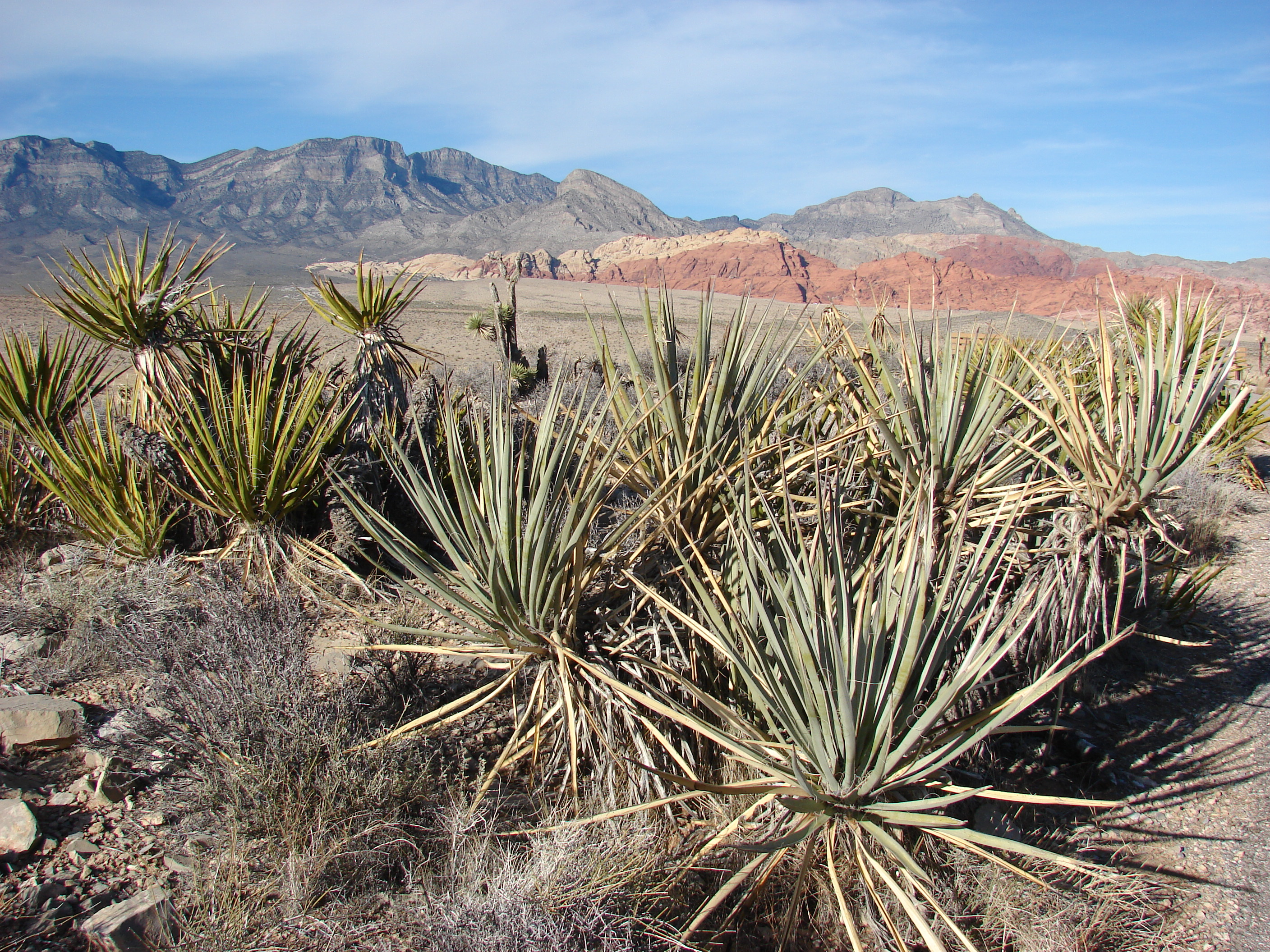
Yucca baccata var. baccata
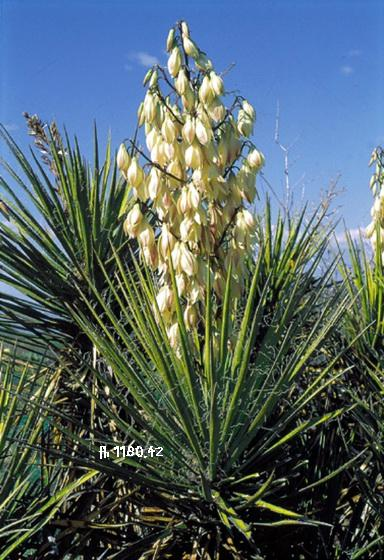
Yucca baccata var. brevifolia
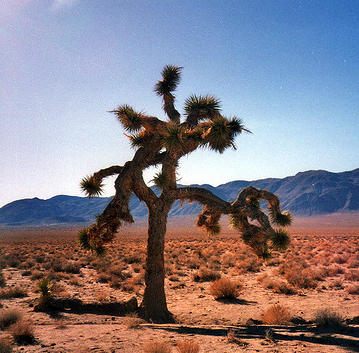
Yucca brevifolia
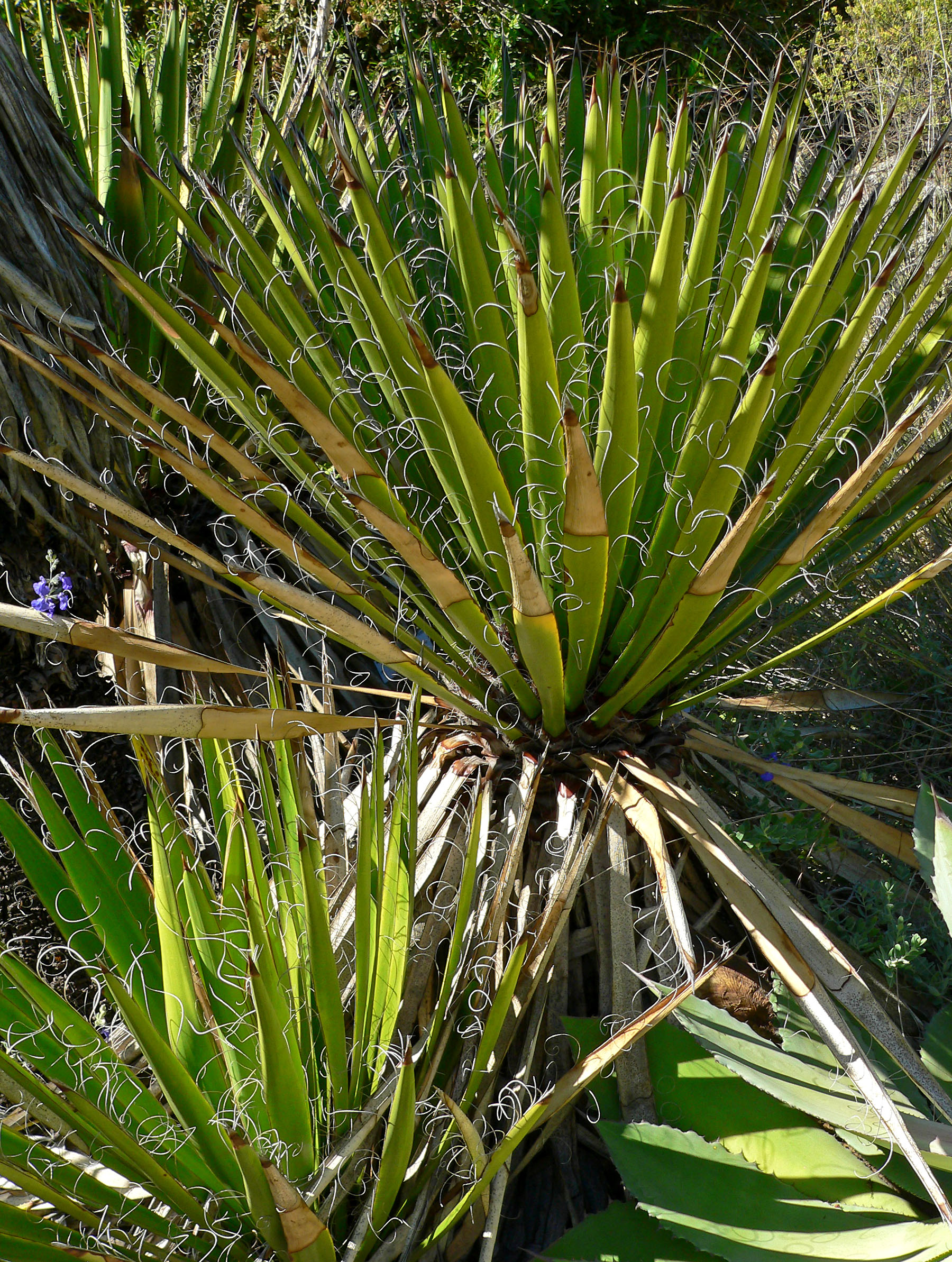
Yucca carnerosana
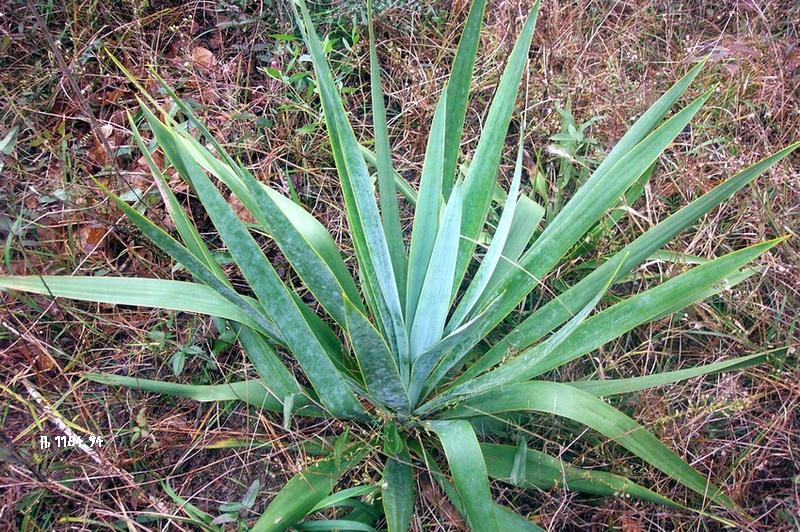
Yucca cernua
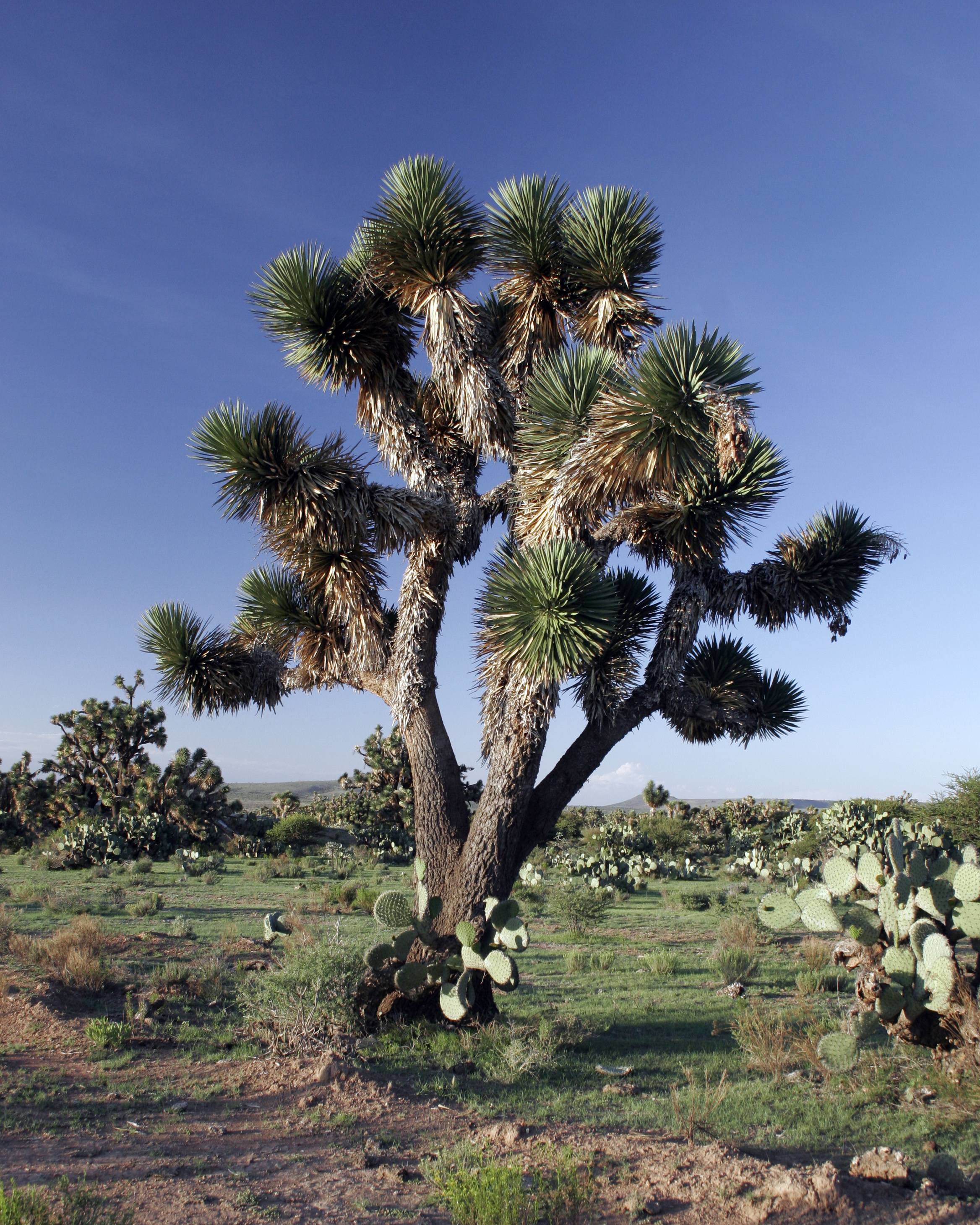
Yucca decipiens
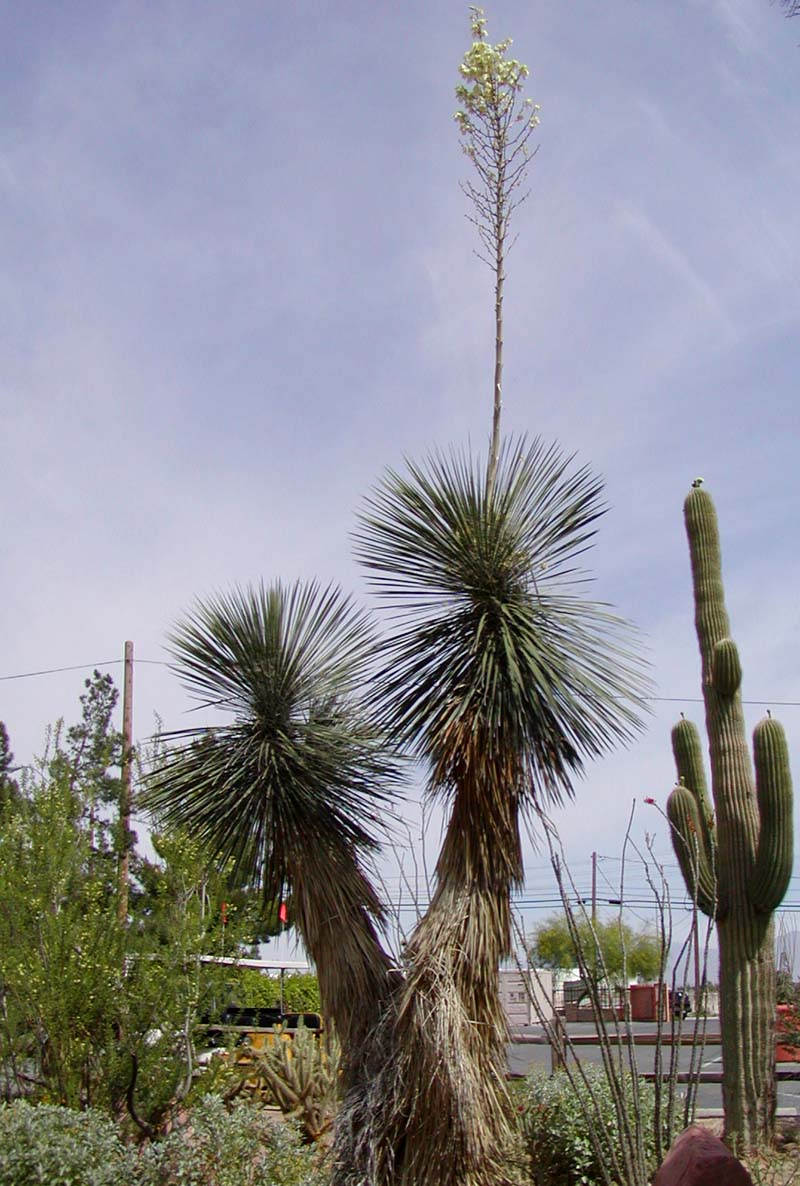
Yucca elata
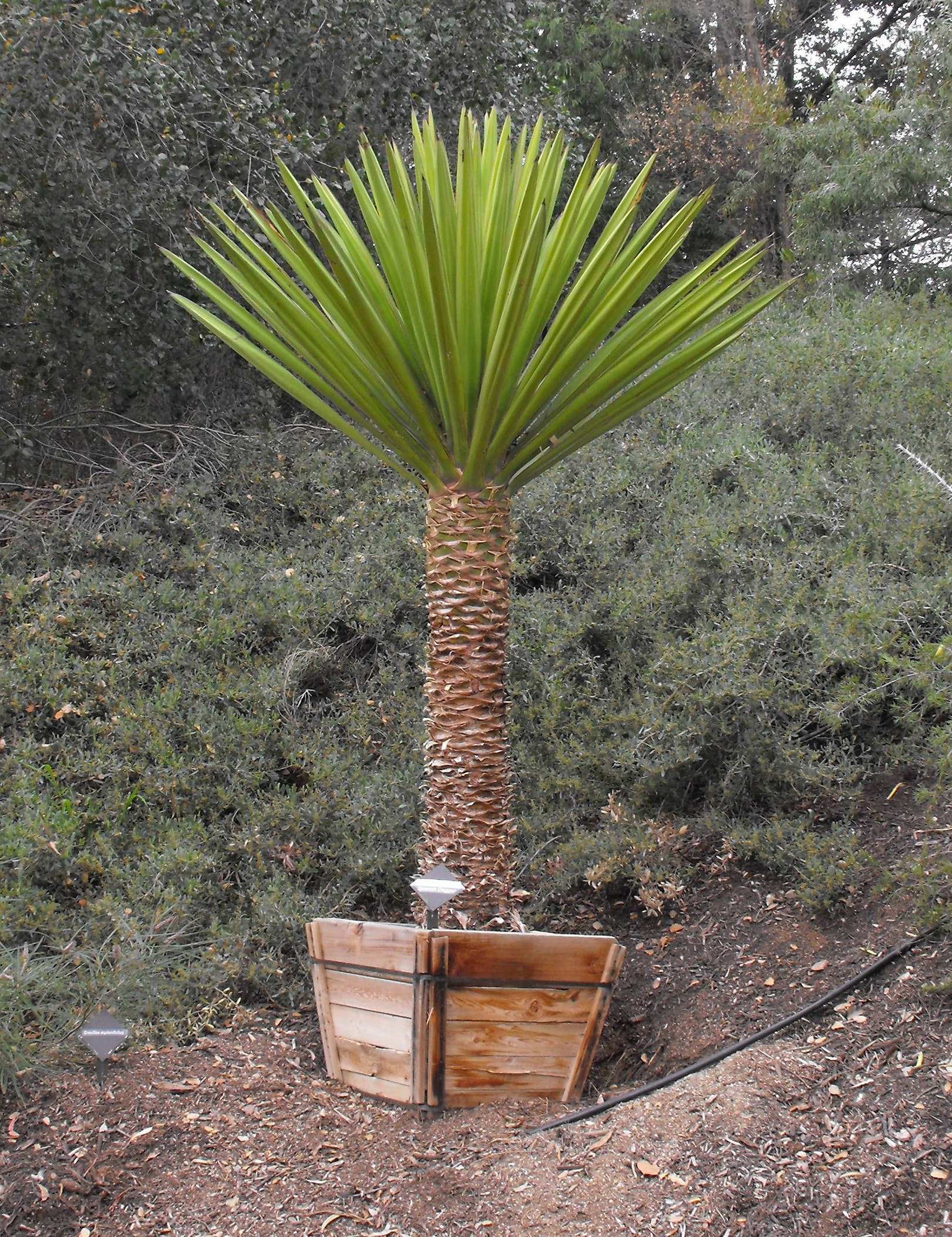
Yucca faxoniana
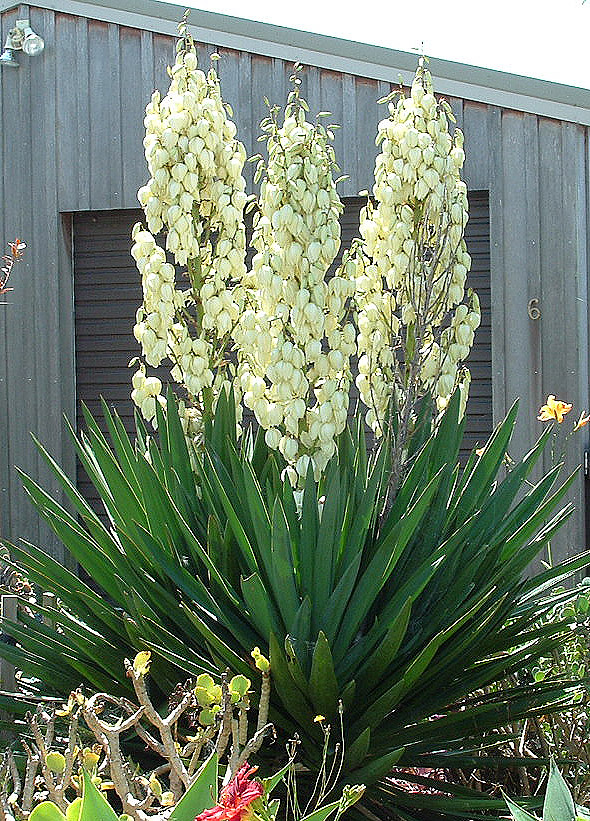
Yucca filamentosa
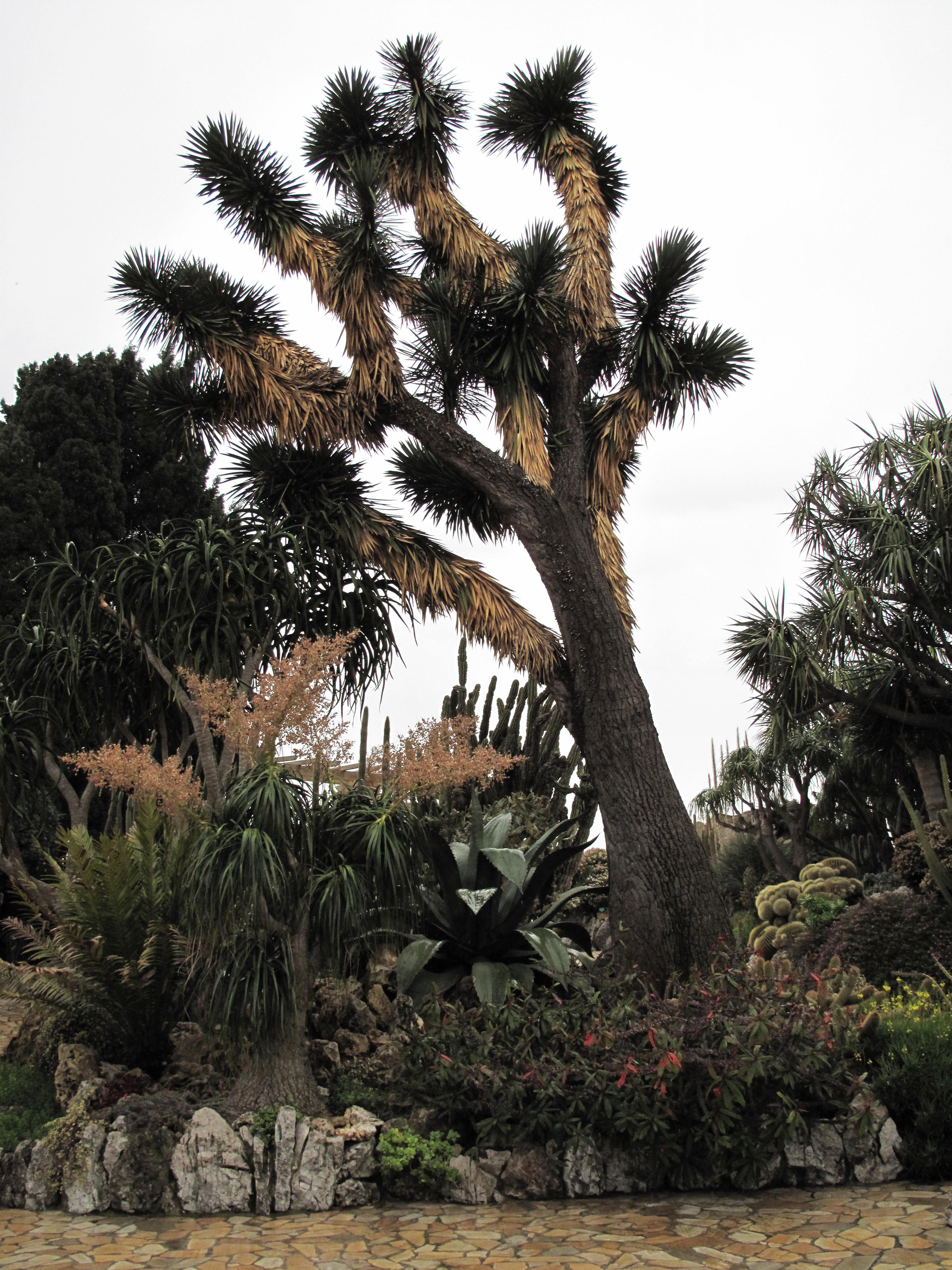
Yucca filifera
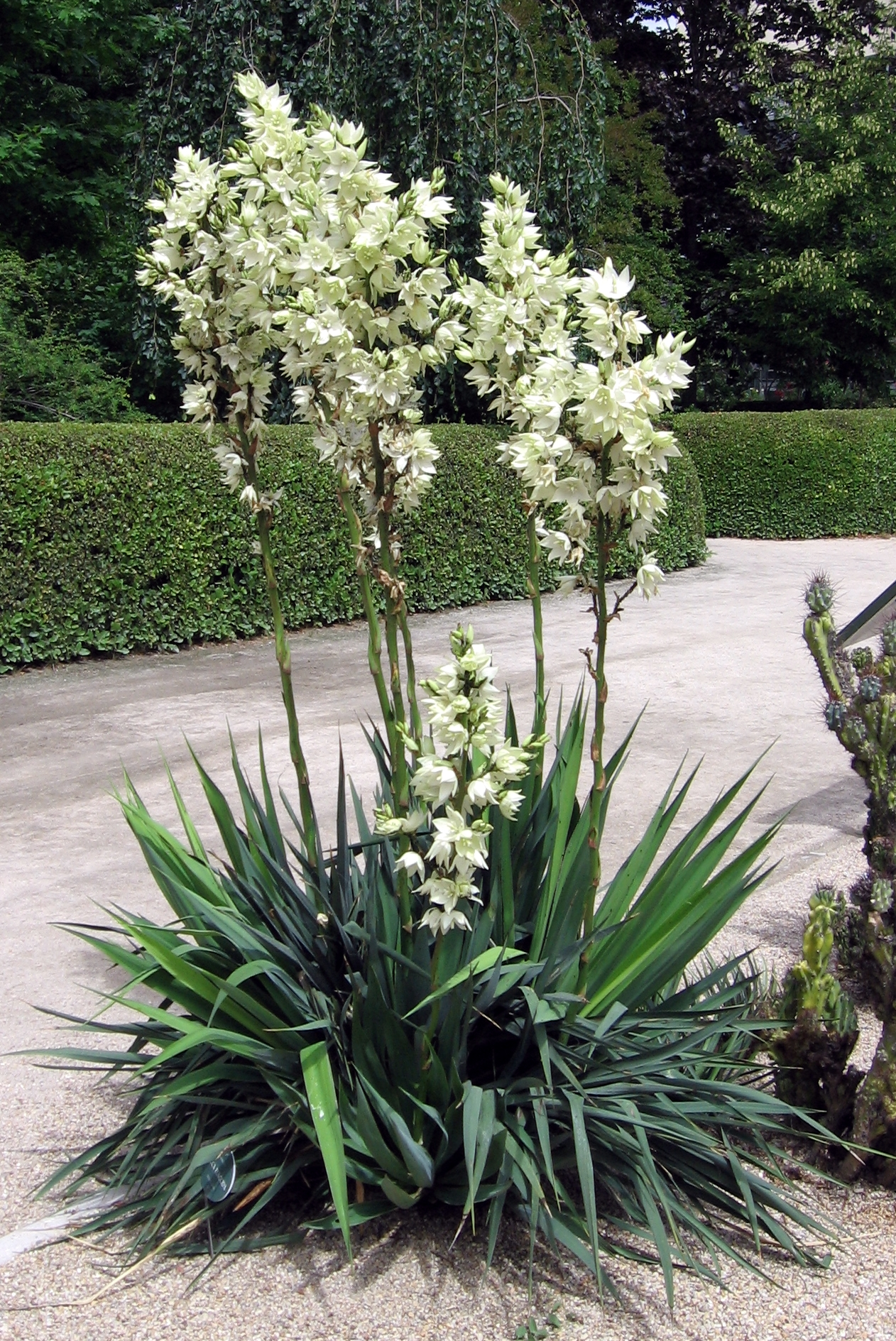
Yucca flaccida
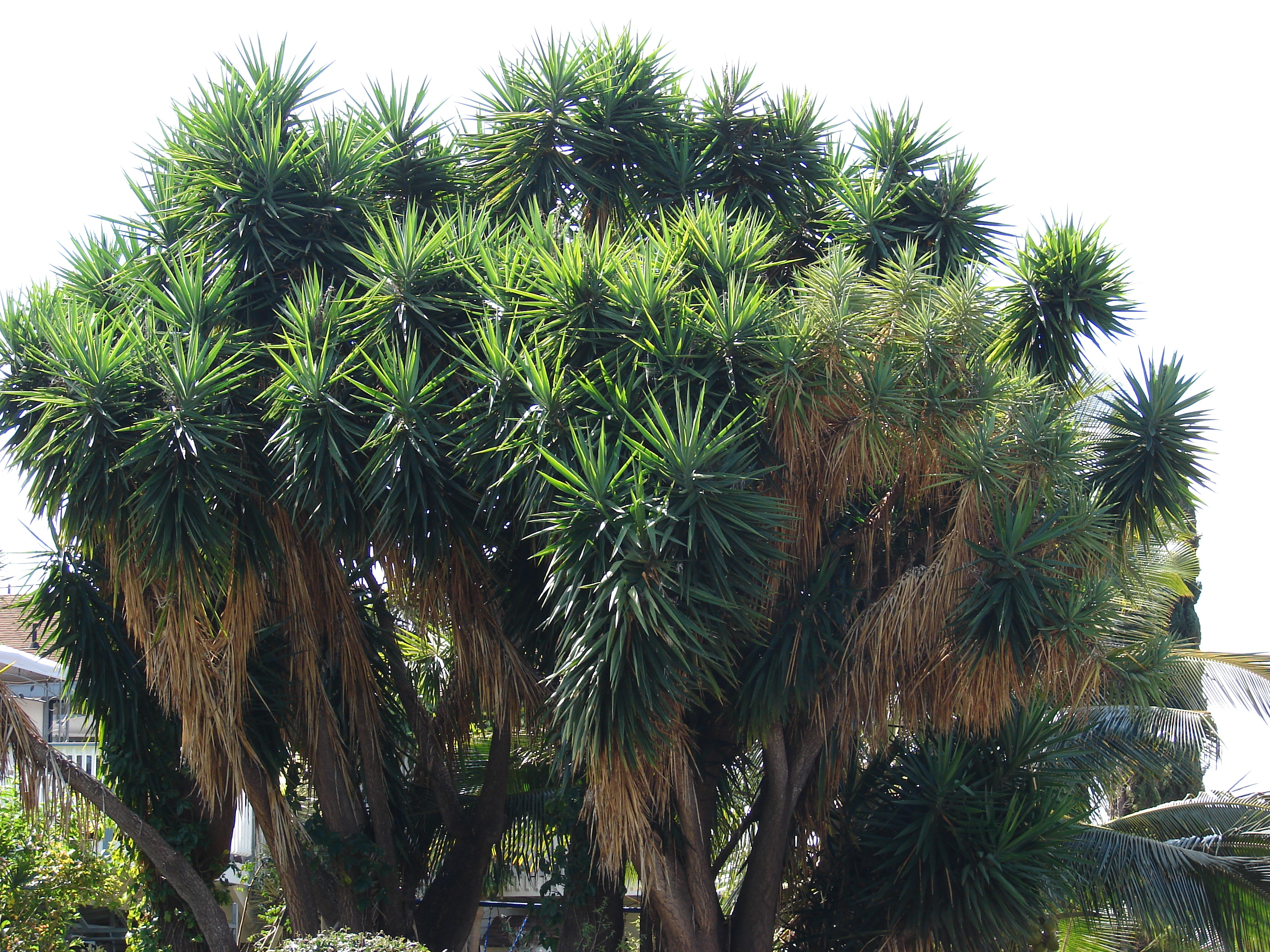
Yucca gigantea
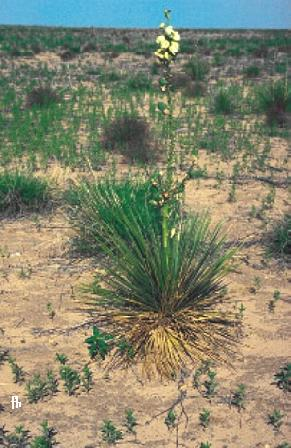
Yucca glauca
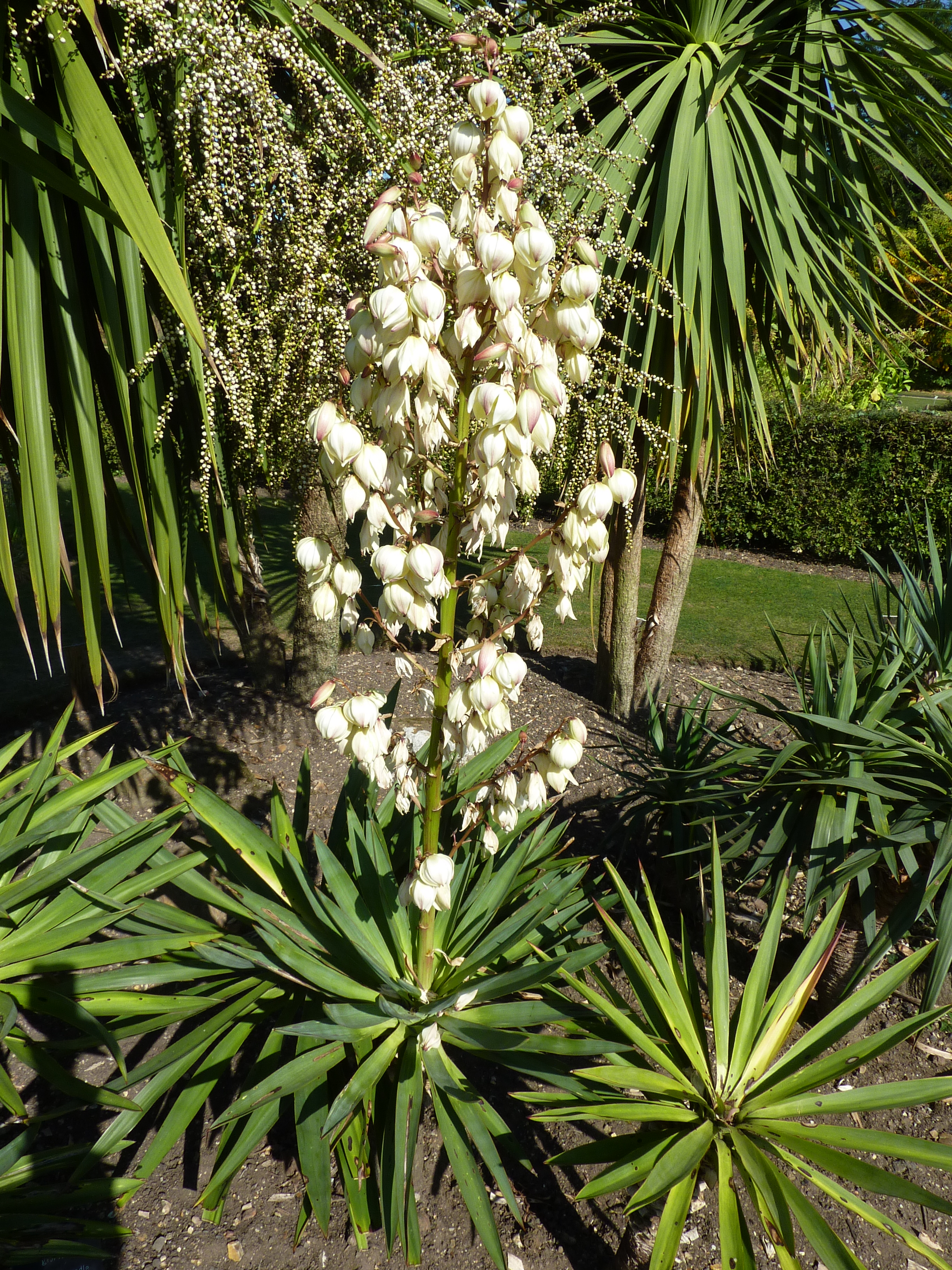
Yucca gloriosa
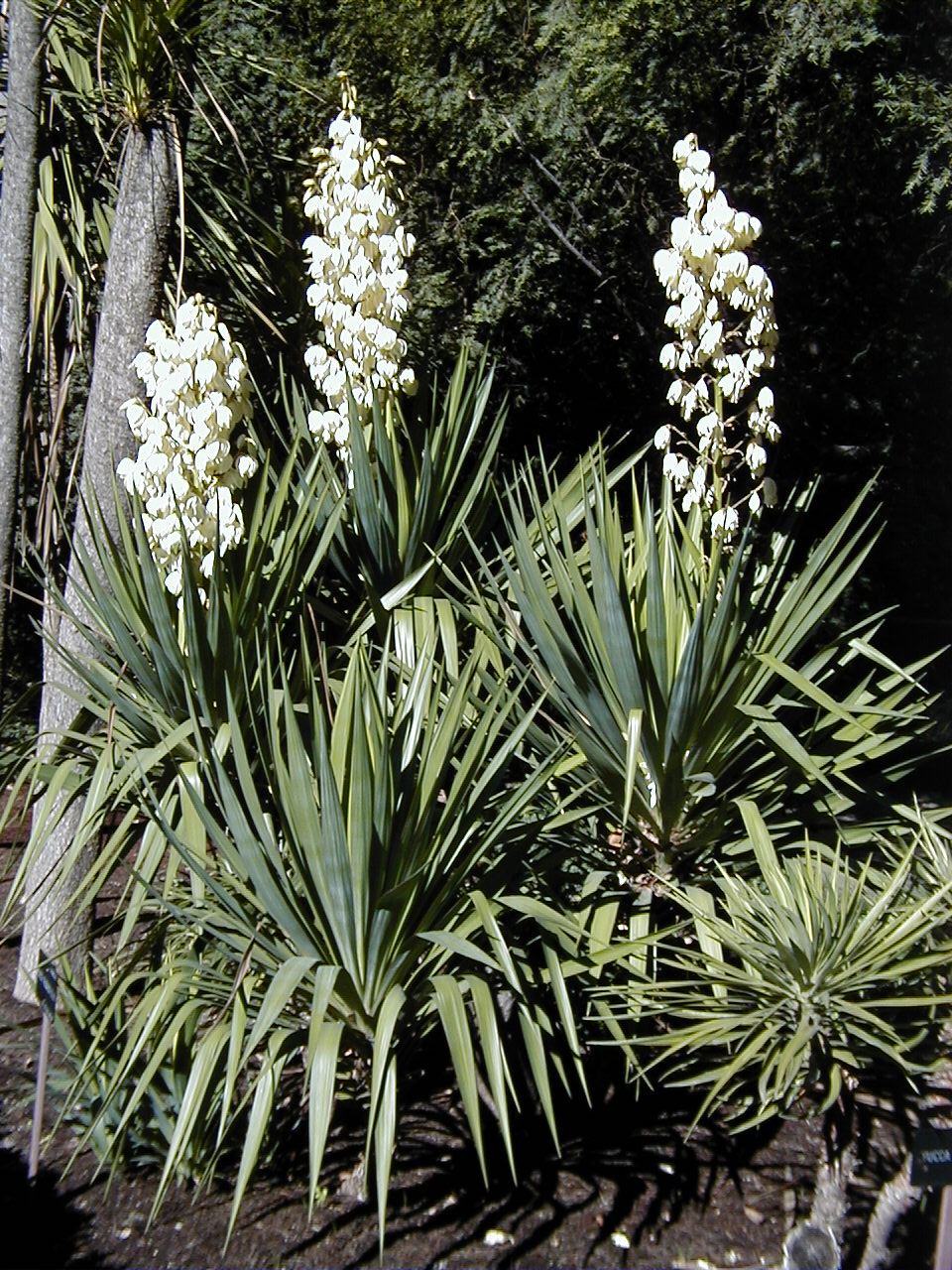
Yucca gloriosa var. recurvifolia
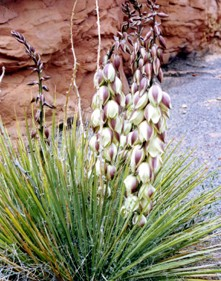
Yucca harrimaniae
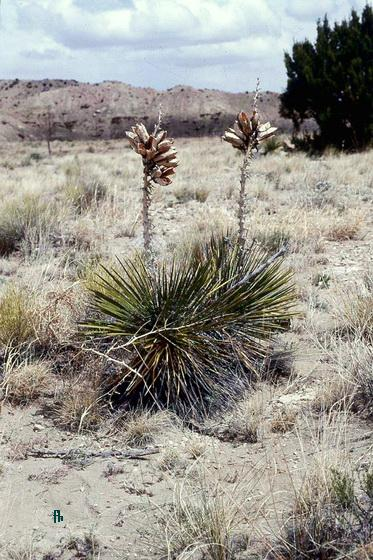
Yucca intermedia
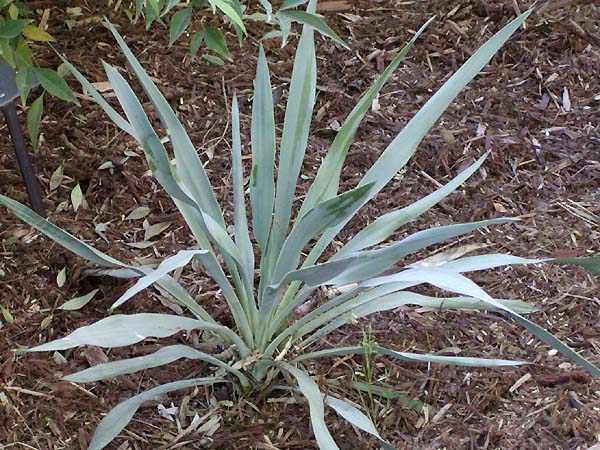
Yucca pallida
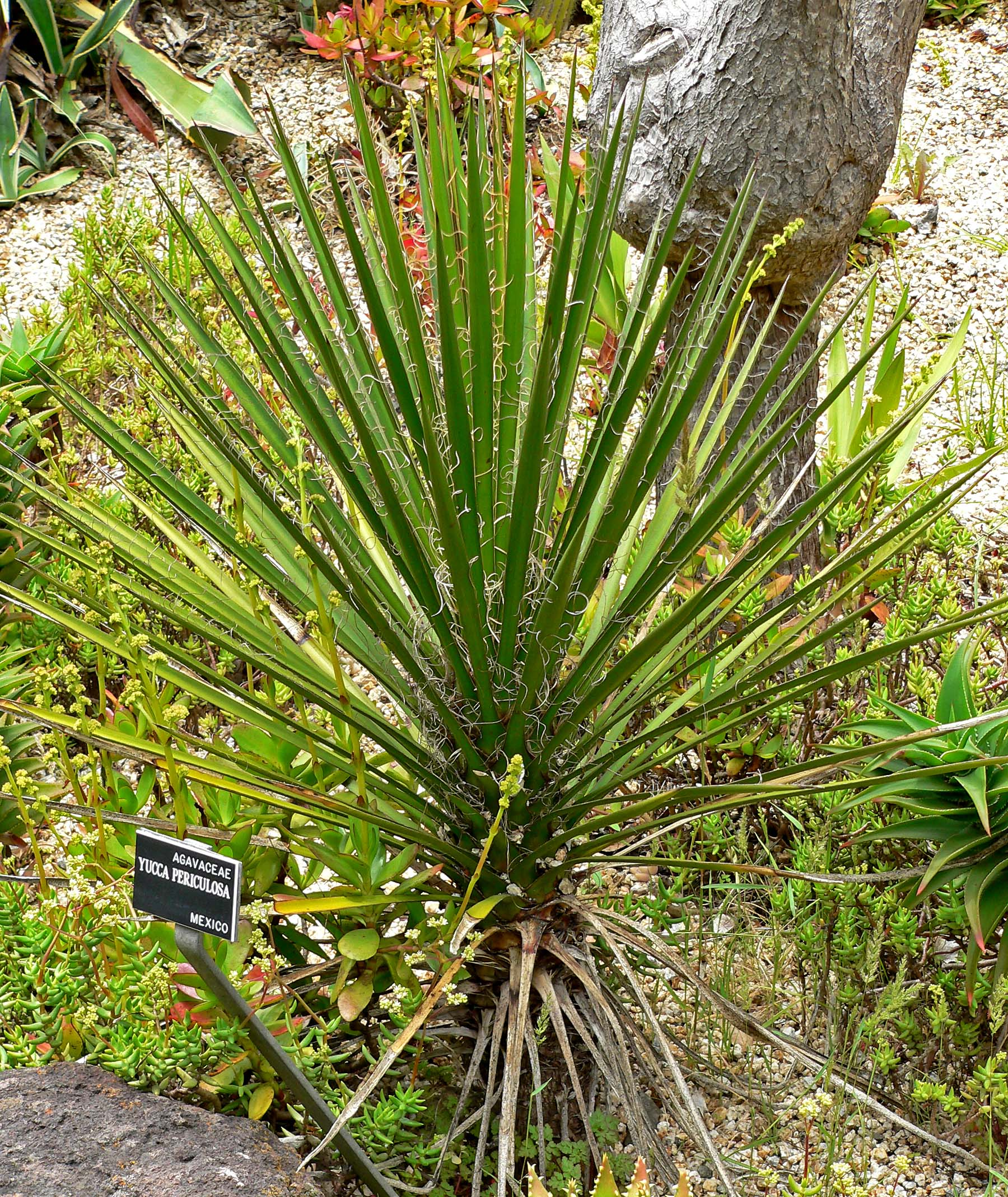
Yucca periculosa
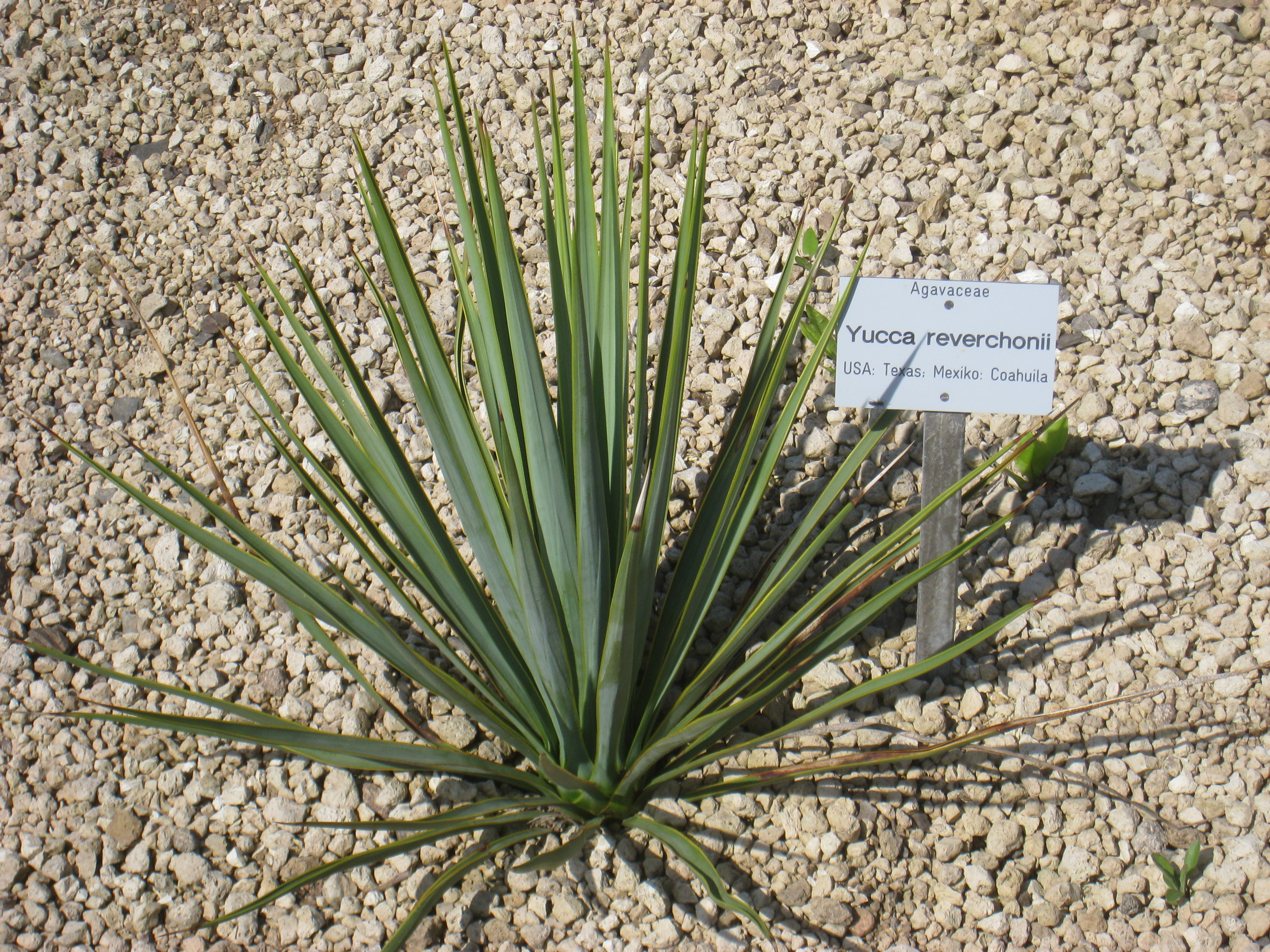
Yucca reverchonii
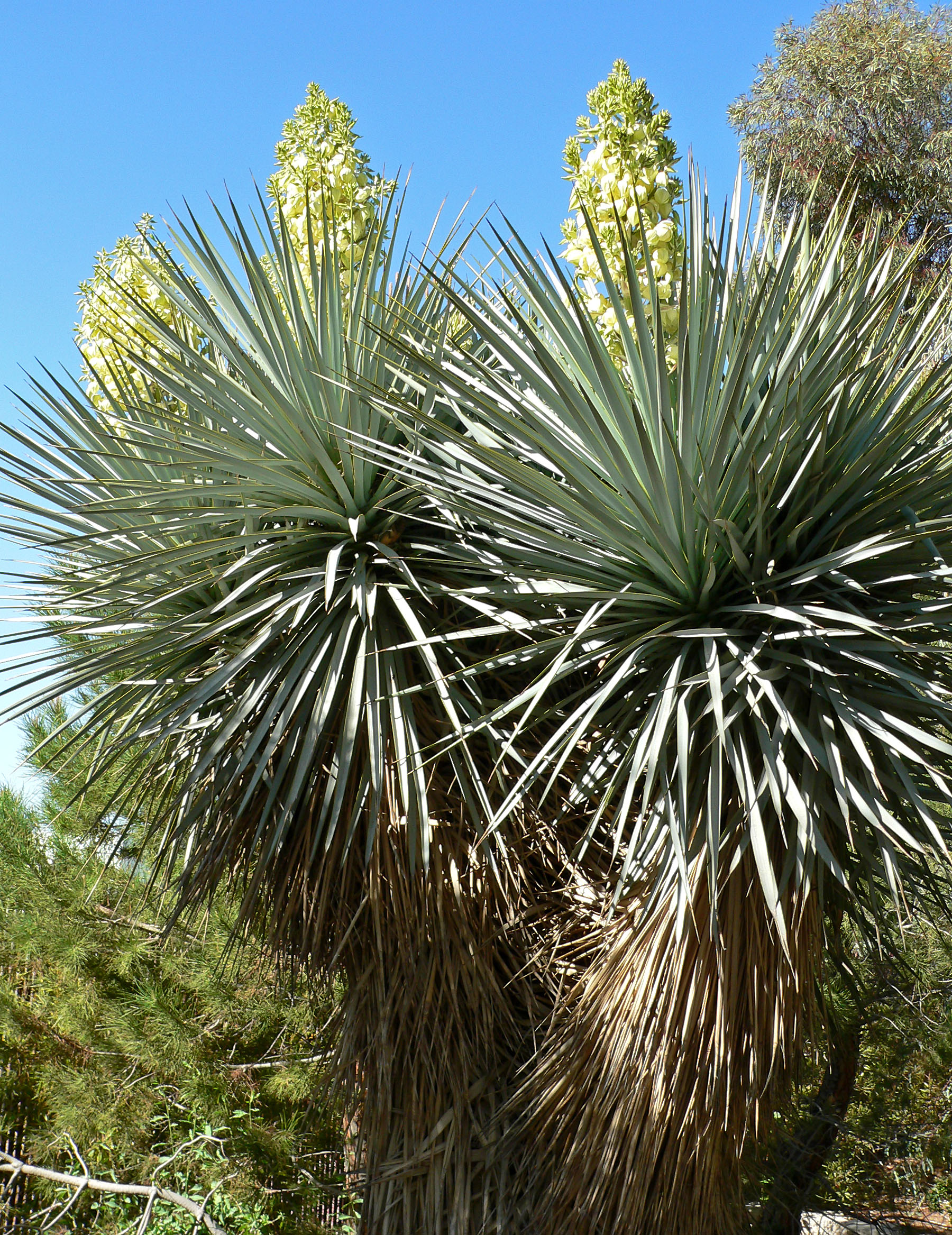
Yucca rigida
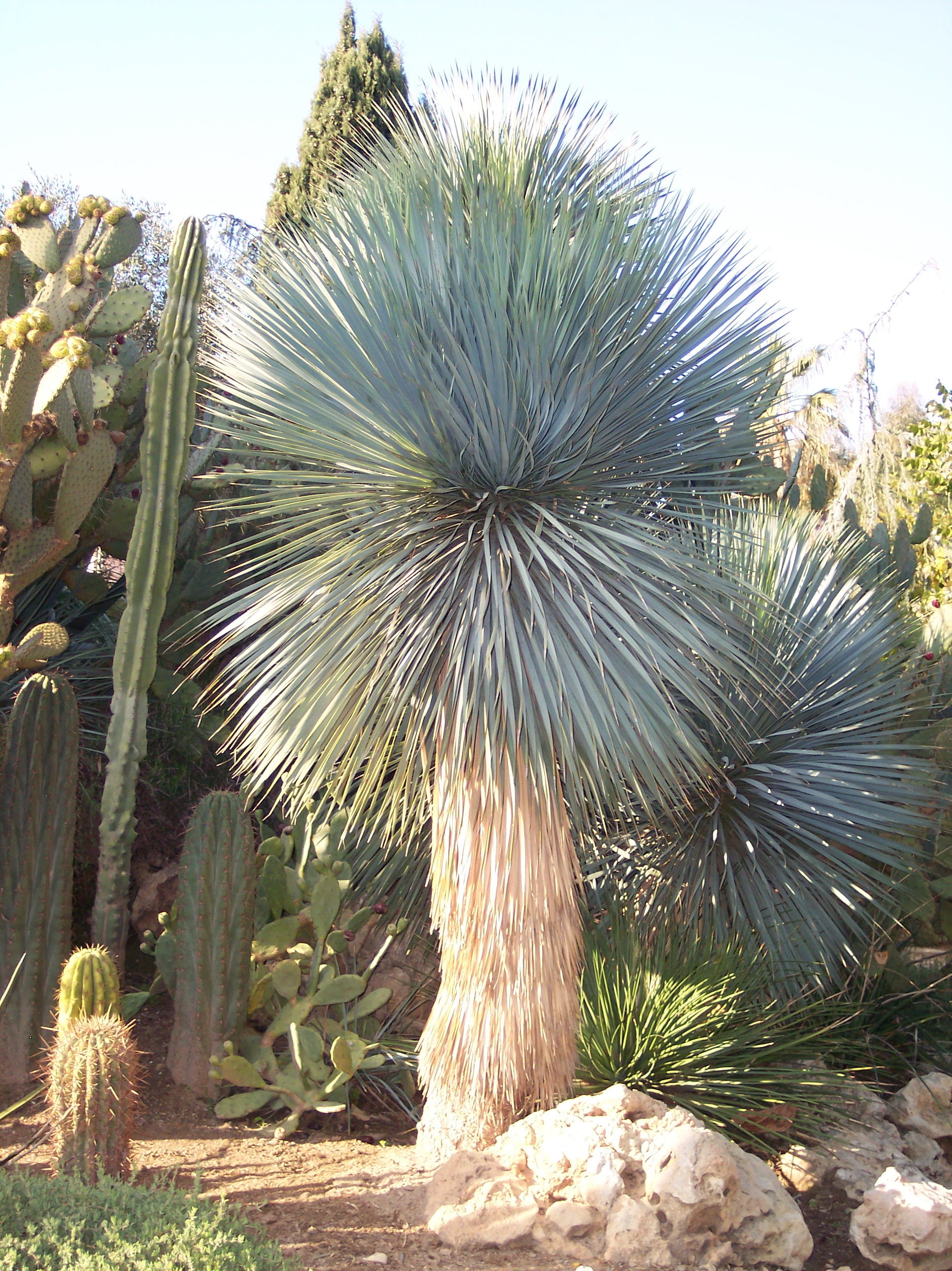
Yucca rostrata
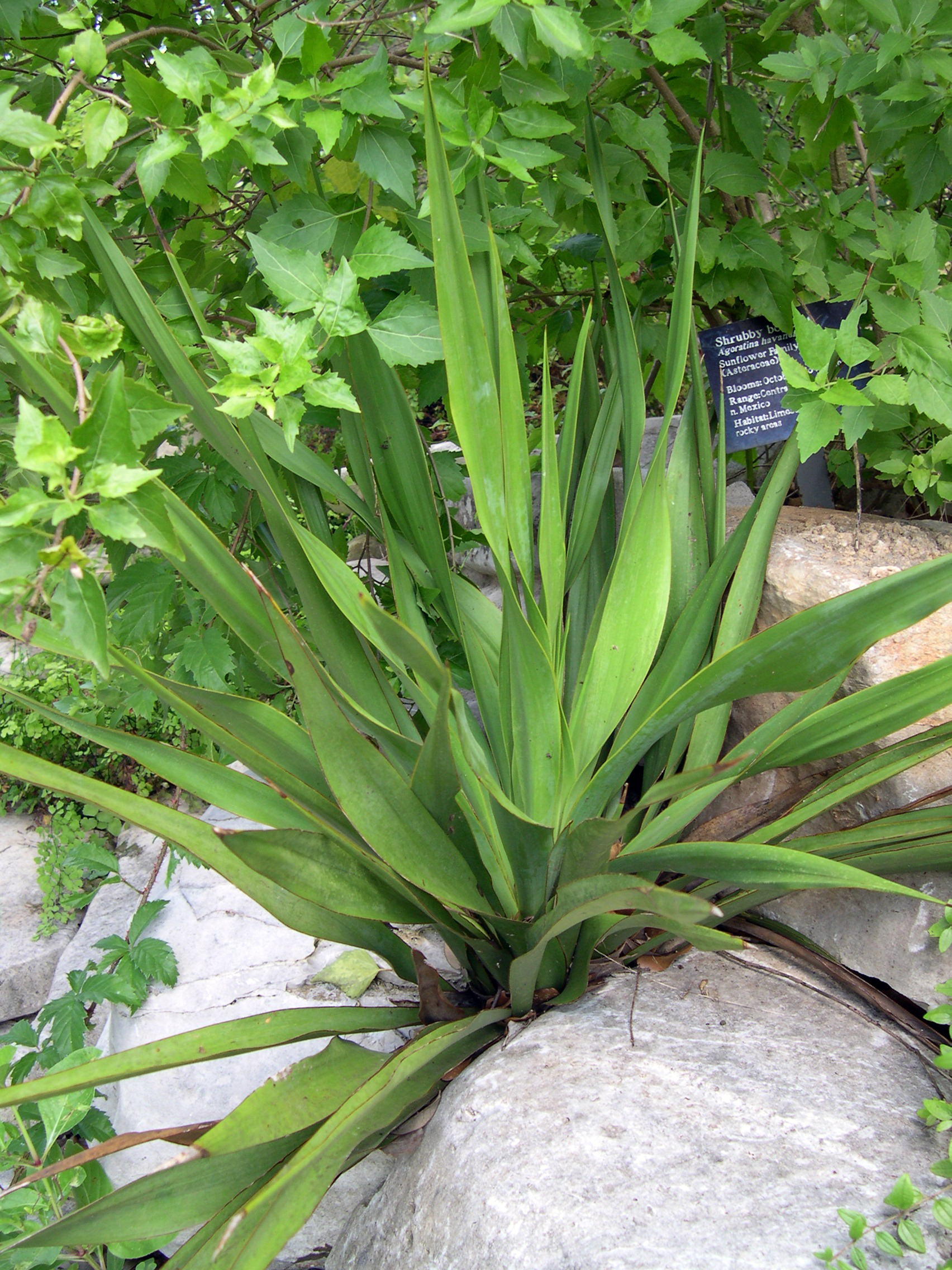
Yucca rupicola
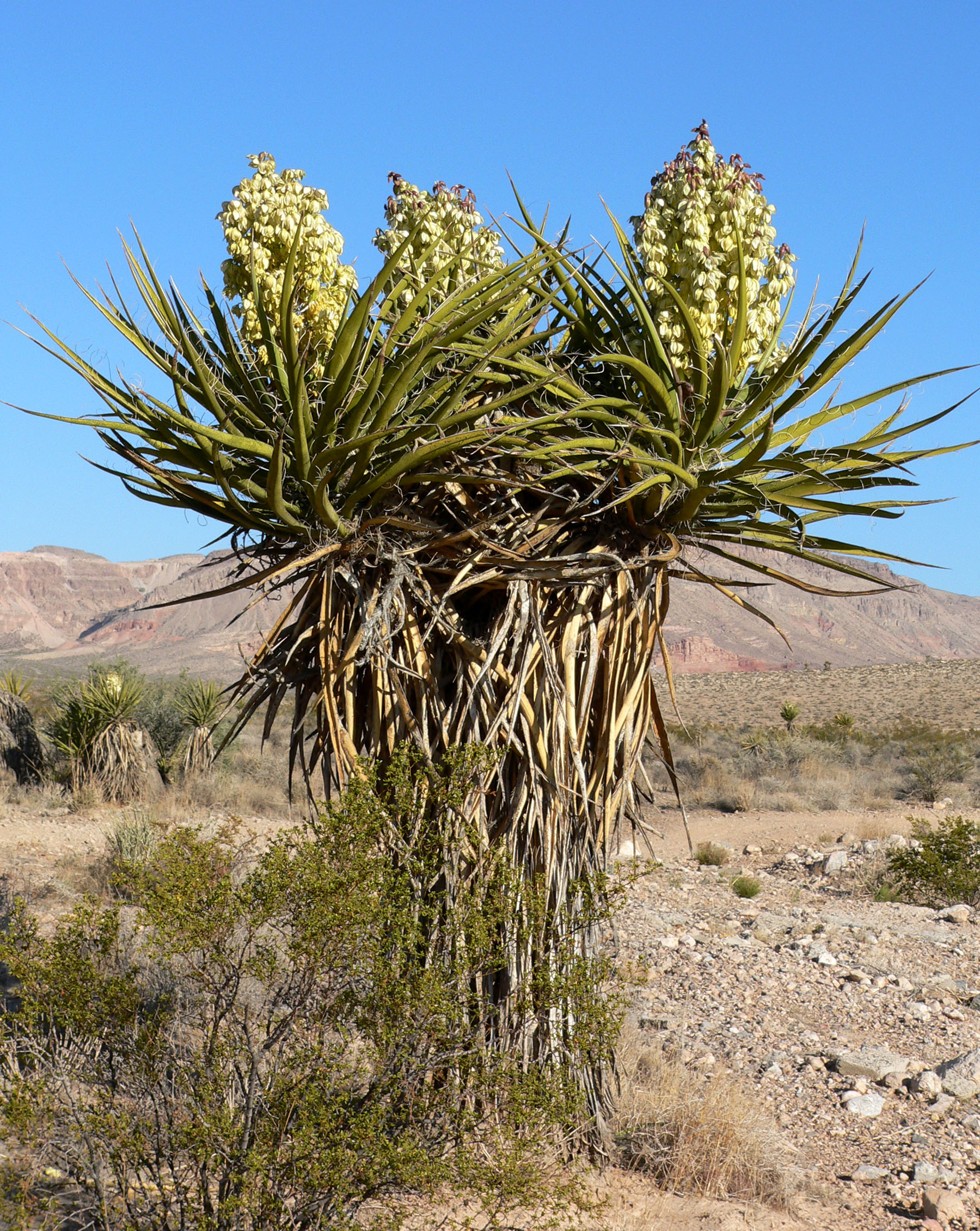
Yucca schidigera
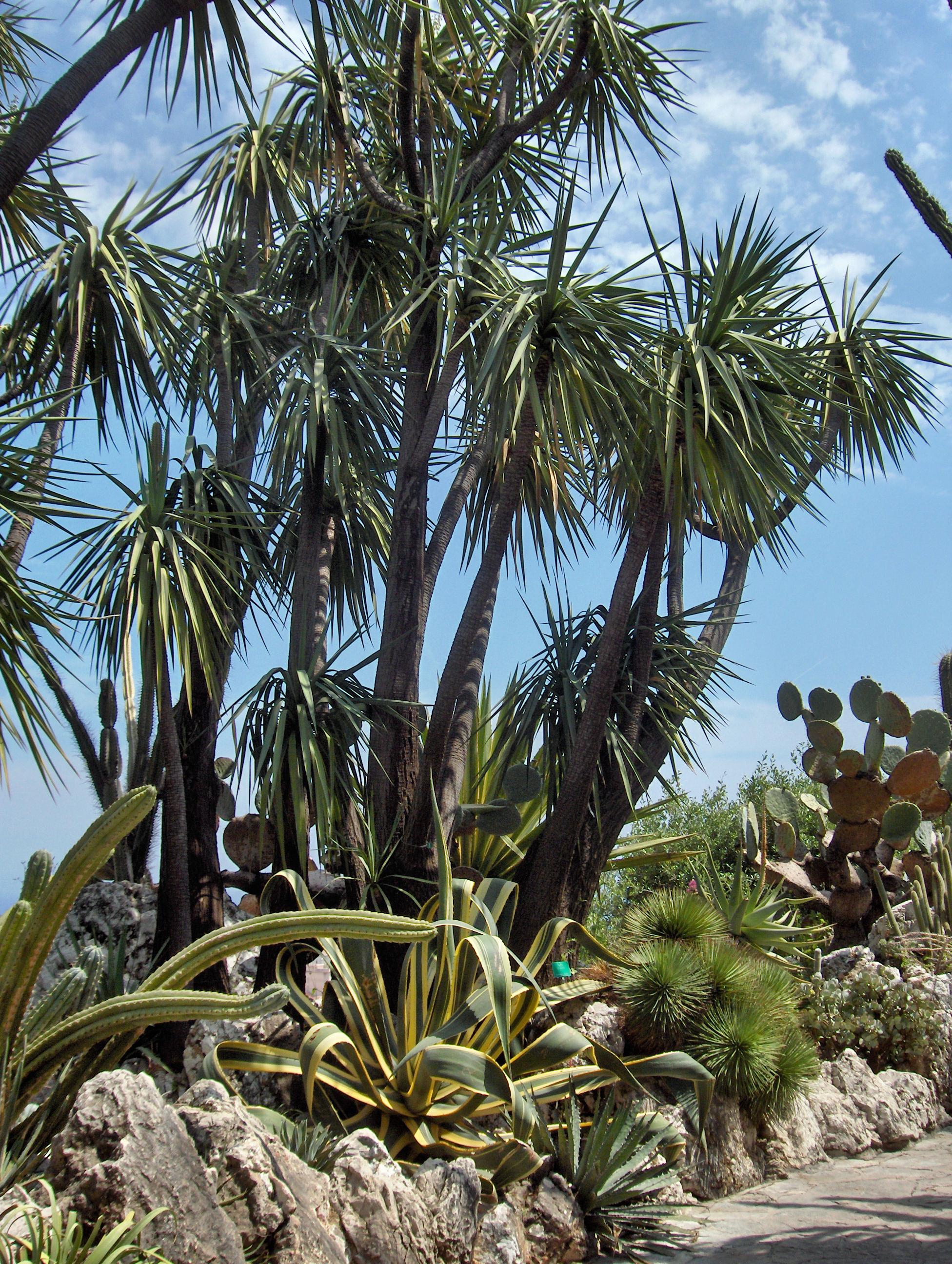
Yucca schottii
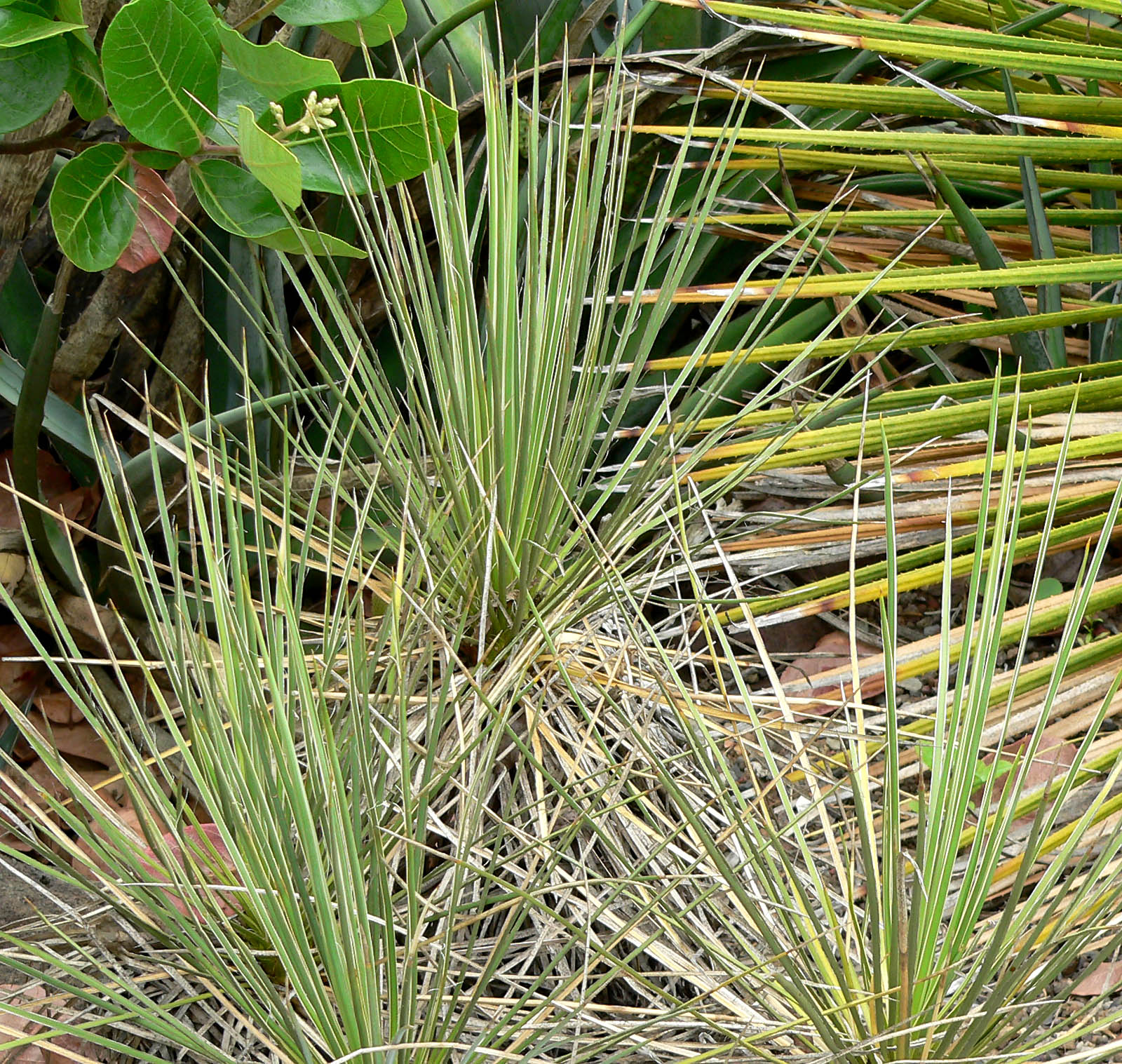
Yucca standleyi
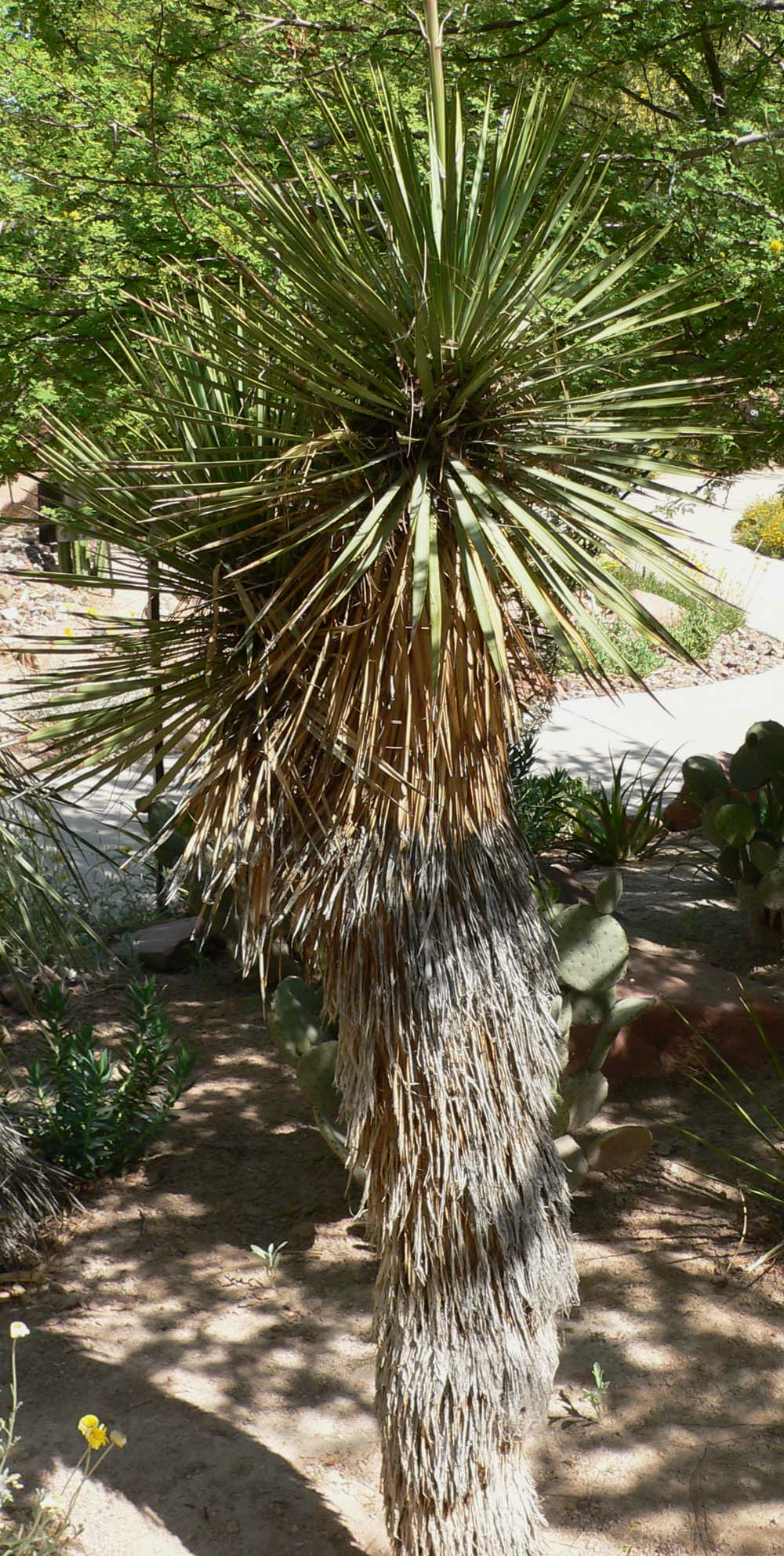
Yucca thompsoniana
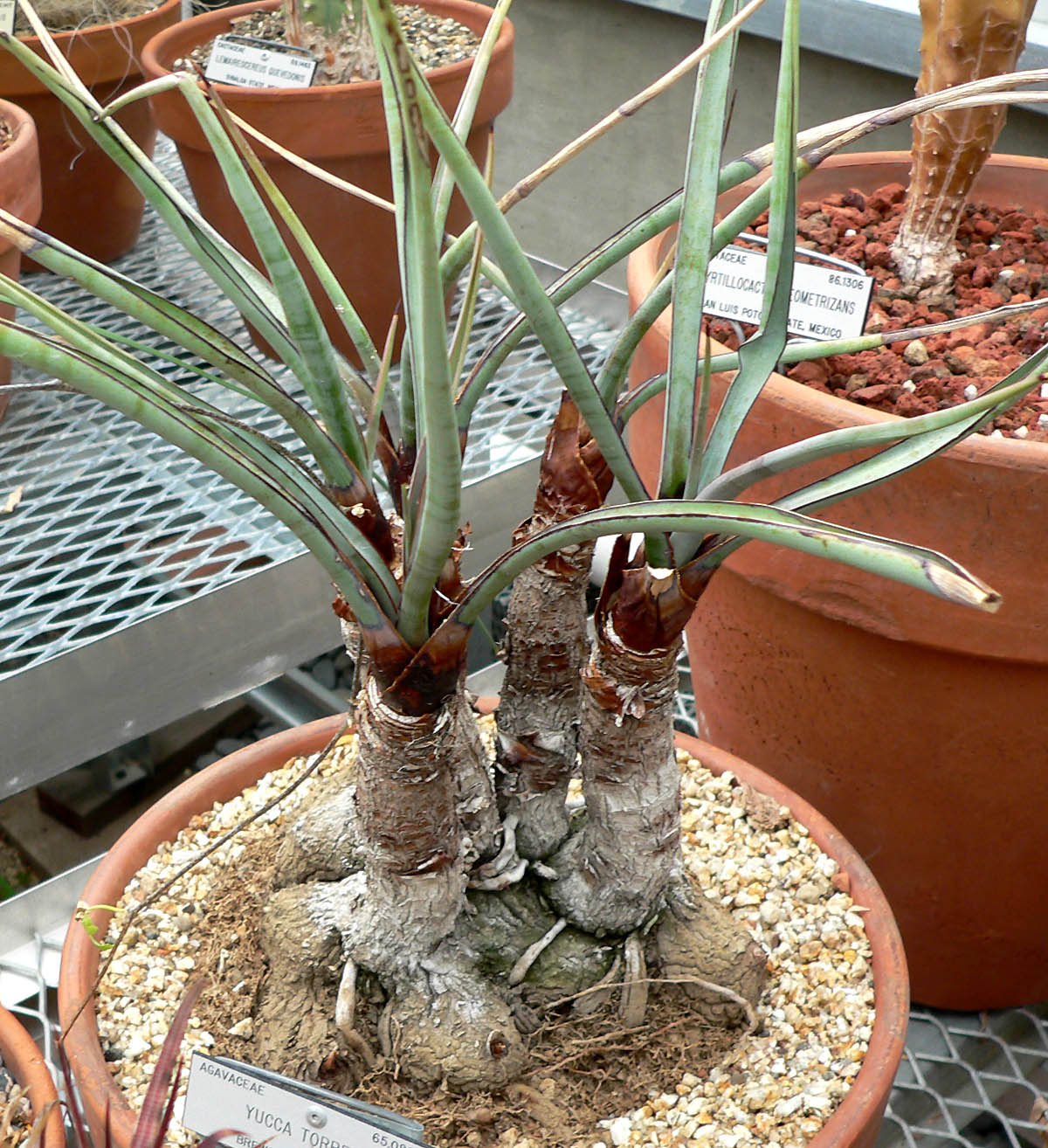
Yucca torreyi
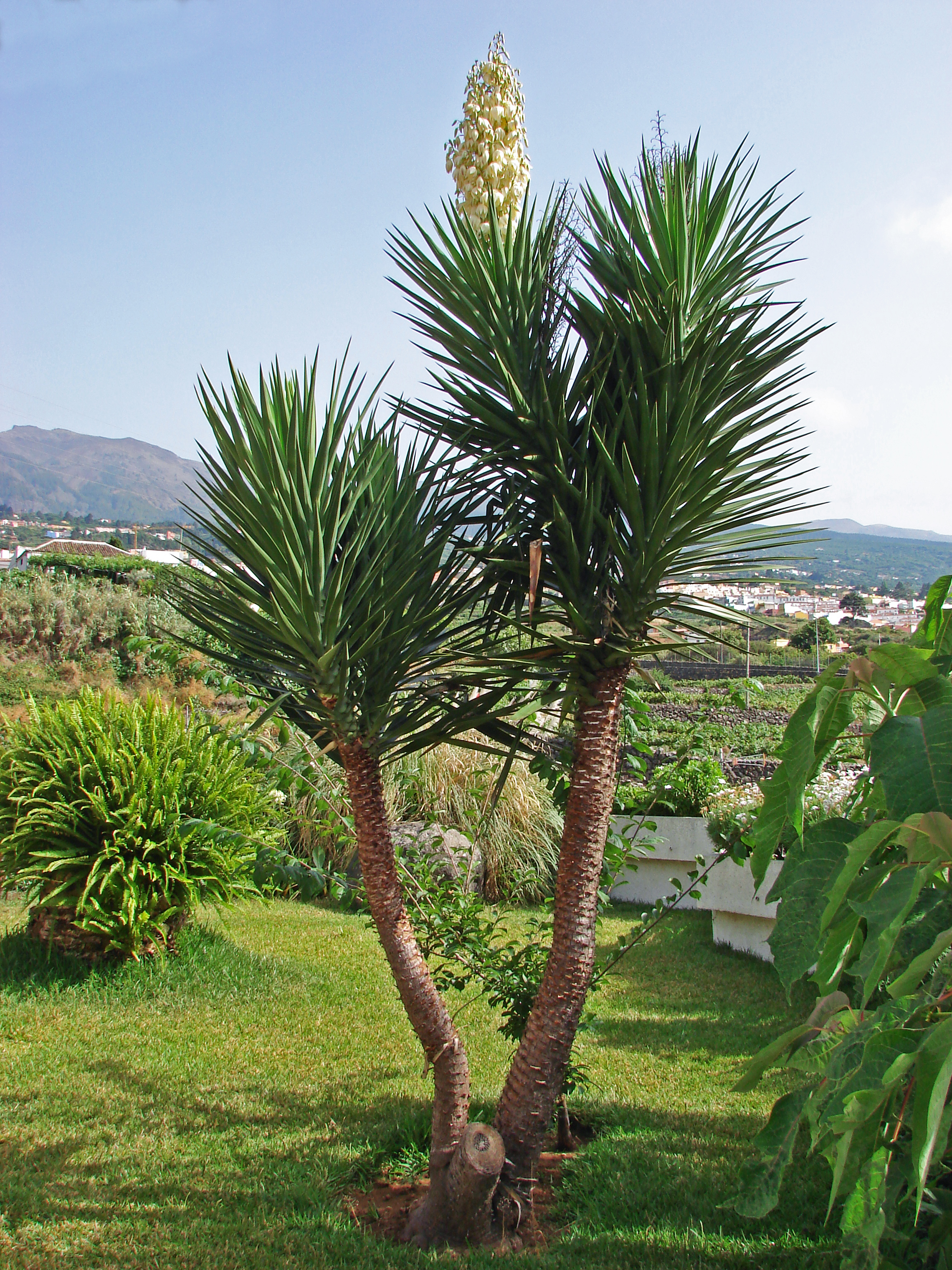
Yucca treculeana
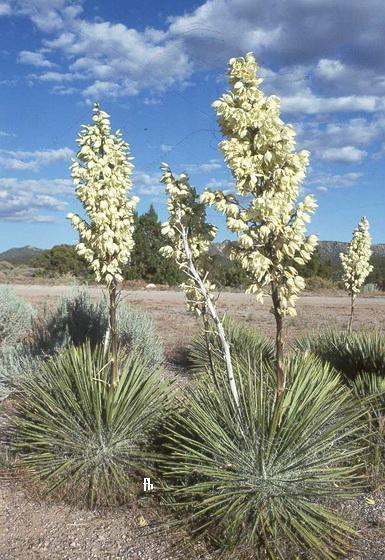
Yucca utahensis